# Medina (Kolumbia)
Medina – miasto w Kolumbii, w departamencie Cundinamarca.